# Mehlbehandlung
Eine Mehlbehandlung (mit Mehlbehandlungsmitteln) dient der Standardisierung der Verarbeitungseigenschaften vornehmlich von Weizen- und Roggenmehlen für die Herstellung von Brot und Backwaren. Zumeist wird mit einer Mehlbehandlung eine Verbesserung dieser Eigenschaften bezweckt.
Aufgrund der natürlichen Schwankungen des Rohstoffs Getreide weisen auch die daraus hergestellten Mahlerzeugnisse, insbesondere also Mehl, Schwankungen in ihren Eigenschaften auf, die sich auf die Verarbeitung auswirken. Um den Verarbeitern, in erster Linie also den Bäckern, Mehl mit möglichst geringen Schwankungen bieten zu können, werden von den Mühlen verschiedene Getreidelieferungen so verschnitten, dass die von den Bäckern gewünschten Eigenschaften über einen möglichst langen Zeitraum konstant gehalten werden können. 
Lässt sich die Zielvorgabe (Spezifikation) auf diese Weise nicht einhalten, weil die Schwankungen der Getreideeigenschaften zu groß sind oder kein Getreide mit den notwendigen Eigenschaften zur Verfügung steht, können Mehlbehandlungsmittel eingesetzt werden, um diese Schwankungen auszugleichen und so die Mehlqualität zu standardisieren.

## Mehlreifung / Oxidation
Das in Europa gängigste Mehlbehandlungsmittel, die Ascorbinsäure (Vitamin C), wird insbesondere auch verwendet, um lagerungsbedingte Veränderungen des Getreides (hier: vor allem Weizen) und des Mehls auszugleichen, indem Effekte wie die einer schnelleren Mehlreifung erreicht werden. 
Durch den Einfluss von Sauerstoff nimmt die Stabilität der mit dem Mehl hergestellten Teige während der Lagerung (sowohl des Weizens als auch des Mehls) zu, um nach mehreren Monaten (Weizen) bzw. etwa 14 Tagen (Mehl) ein Maximum zu erreichen, das für einen langen Zeitraum erhalten bleibt. Dieser Effekt wird auch als Mehlreifung bezeichnet. Wird „junger“ Weizen (kurz nach der Ernte) vermahlen, fehlt Stabilität ebenso wie bei Verwendung von Mehl innerhalb von weniger als 10–14 Tagen nach der Vermahlung. 
Von 1916 bis in die 1950er Jahre wurden fast ausschließlich Oxidationsmittel wie Kaliumbromat oder Ammoniumpersulfat verwendet, um die Mehlreifung vorwegzunehmen. Aufgrund des in Japan aufgekommenen Verdachts, die Abbauprodukte des Bromats könnten krebsauslösend sein, wurde vermehrt nach Alternativen gesucht. Bereits 1935 hatte Jørgenson festgestellt, dass  Ascorbinsäure Teige stabilisieren kann. Darauf konnte nun zurückgegriffen werden (auch weil die entsprechenden Patente inzwischen ausgelaufen waren und die Produktion von Vitamin C inzwischen bedeutend genug war, den Preis attraktiv genug für die Mehlbehandlung zu machen). In den Folgejahren wurde in immer mehr Ländern die Verwendung des sehr günstigen und wirksamen Kaliumbromats verboten, und vielerorts dürfen auch keine anderen Oxidationsmittel zur Mehlreifung eingesetzt werden. Ascorbinsäure ist überall zur Mehlbehandlung zugelassen, nicht jedoch in allen Anwendungen, z. B. „pain de tradition française“. Die Wirkungsweise der Ascorbinsäure, die eigentlich ein Antioxidationsmittel oder auch Reduktionsmittel ist, wurde inzwischen weitestgehend aufgeklärt: Sie wird durch ein im Mehl vorhandenes Enzym umgewandelt in Dehydroascorbinsäure, die wiederum die erforderliche oxidative Wirkung ausübt, um die Teige über einen weiteren enzymatischen Schritt zu stabilisieren.
Die typische Dosierung von Ascorbinsäure für die Behandlung von Weizenmehl beträgt 10 bis 100 g pro Tonne Mehl (10–100 ppm).

## Enzymatische Mehlbehandlung
Die Schwankungen der Eigenschaften des Getreides betreffen ferner auch den natürlichen Enzymgehalt. Verschiedene Enzyme werden zum Aufbau der Reserven des Getreidekorns (v. a. Stärke und Protein) vom Getreide gebildet und im Laufe der Reifung auch wieder weitestgehend abgebaut, sofern diese nicht gestört wird, z. B. durch späten Frost. Keimt das Korn, werden erneut Enzyme gebildet, um die Reserven zu mobilisieren. Um lagerstabil zu sein und optimale Verarbeitungseigenschaften zu haben, sollte Getreide trocken und ungekeimt geerntet und gelagert werden. Ist der natürliche Enzymgehalt jedoch sehr niedrig, kann sich das negativ auf den Backprozess und die Gebäcke auswirken. Fehlt beispielsweise das Enzym α-Amylase, mangelt es den Teigen an Triebkraft (d. h. das Backvolumen bleibt klein), die Bräunung fällt schwach aus, und daraus hergestellte Brote altern sehr schnell, d. h. die Krume wird schnell fest und trocken.
Um diesen Qualitätsmangel des Mehls auszugleichen, kann eine enzymatische Mehlbehandlung erfolgen. Dafür werden Enzyme aus anderen Quellen eingesetzt, z. B. aus Malz oder Pilz- und Bakterienkulturen. Zur Mehlbehandlung eingesetzte Enzympräparate enthalten häufig Amylasen, Xylanasen und Lipasen, gelegentlich auch Glucose-Oxidase und Proteasen.
Die typische Dosierung einzelner Enzyme beträgt 1 bis 10 g pro Tonne Weizenmehl (1–10 ppm).

## Emulgatoren

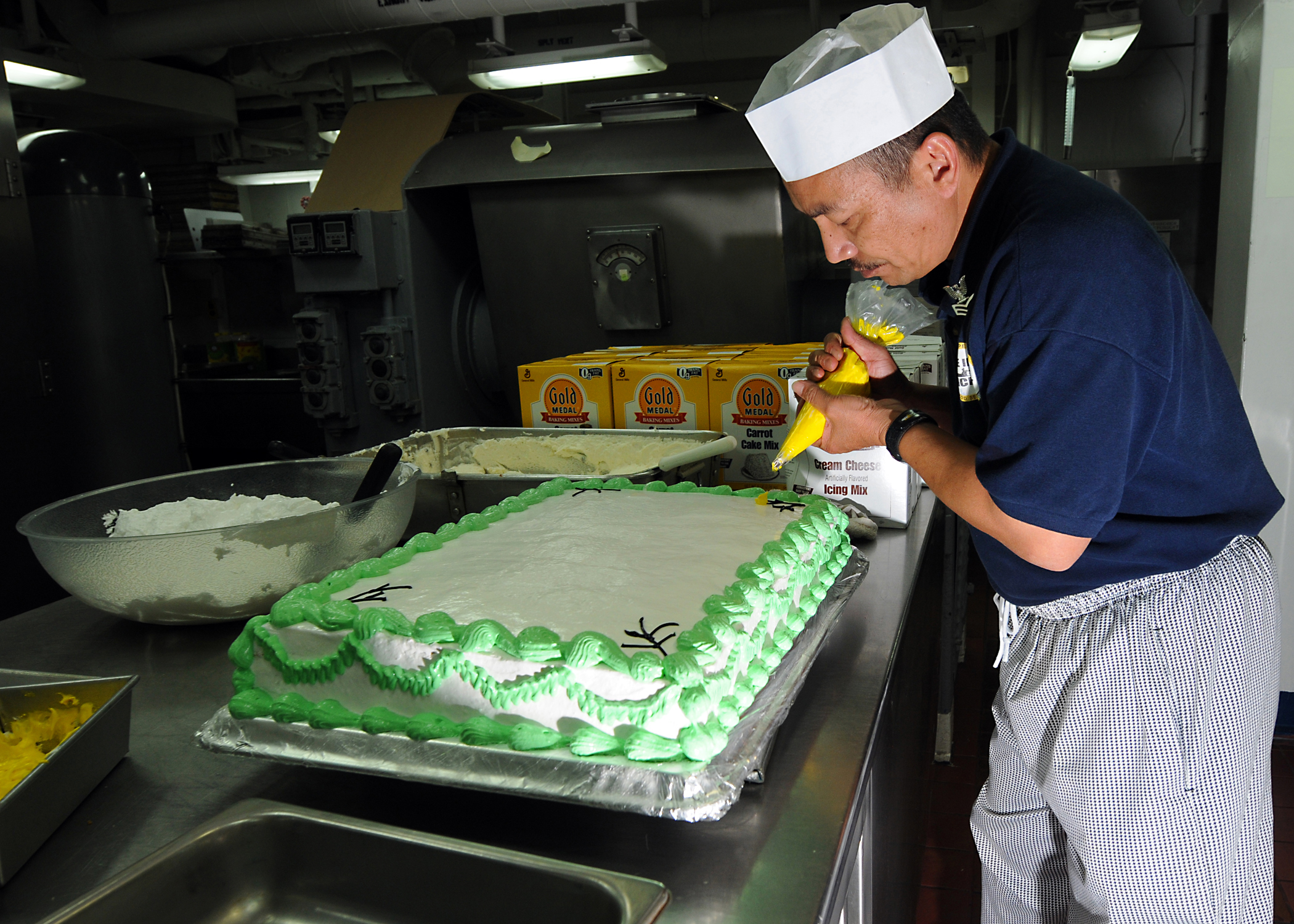
Backspezialist bei der Herstellung eines Geburtstagskuchens.

Obwohl sie in Europa und anderen Gebieten zur Verwendung in Backwaren zugelassen sind, werden Emulgatoren wie Lecithin, Mono- und Diglyceride von Speisefettsäuren, Diacetylweinsäureglyceride oder Natriumstearoyl-2-lactylat kaum zur Mehlbehandlung in den Mühlen eingesetzt, sondern finden eher in Bäckereien Anwendung, um technische Defizite des Mehls auszugleichen oder Mehle für besondere Anwendungen vorzubereiten. Die Dosierung von Emulgatoren liegt 100–1000-fach über der von Ascorbinsäure und Enzymen, jedoch werden sie für viele Brote und Backwaren nicht benötigt. Für die gewerbsmäßige Herstellung von Kuchen sind sie jedoch sehr wichtig, um die Verarbeitung zu vereinfachen und ein konstant gutes Backergebnis zu ermöglichen.
Die typische Dosierung einzelner Emulgatoren beträgt 1.000 bis 10.000 g pro Tonne Weizenmehl (0,1–1 %).

## Weitere Gründe zur Mehlbehandlung
Über die Standardisierung hinaus kann eine Mehlbehandlung auch erfolgen, um das Mehl für spezielle Anwendungen zu optimieren. Vor allem eine geringe Anzahl an zur Verfügung stehenden Getreidequalitäten, wie dies in abgelegenen Gebieten vornehmlich außerhalb Europas der Fall ist, können es notwendig machen, dass eine Mühle Mehlbehandlungsmittel einsetzt, um aus einem einzigen Rohstoff Mehle für verschiedene Anwendungen herzustellen, z. B. für Brot, Croissant, Pizzaböden sowie Kekse, Kräcker oder Waffeln.

## Verzehrsmengen
Aufgrund der geringen Dosierung insbesondere von Ascorbinsäure und Enzymen ist deren Aufnahme über Backwaren sehr gering, zumal nicht die technische Notwendigkeit besteht, alle Mehle zu behandeln. Bei einem durchschnittlichen Verzehr von 85 kg Brot- und Backwaren pro Kopf und Jahr, entsprechend circa 50 kg Mehl, und einer sehr hohen Behandlung mit 10 g Enzymprotein pro Tonne Mehl ergäbe sich ein Verzehr von 1 g Enzymprotein in 2 Jahren – vorausgesetzt, alles Mehl wäre mit Enzymen behandelt.
Die Verzehrsmenge von Ascorbinsäure liegt in vergleichbarer Höhe. Bereits nach der Teigbereitung ist sie allerdings nicht mehr als Vitamin C aktiv. Zudem wäre die Tageszufuhr über Backprodukte (etwa 3 mg pro Tag – Behandlung aller Mehle vorausgesetzt) zu gering, um die Vitamin-C-Aufnahme (empfohlen: 100 mg pro Tag) deutlich zu beeinflussen.
Trotz der höheren Dosierung (als von Ascorbinsäure und Enzymen) liegt die Aufnahme von Emulgatoren über Brot- und Backwaren deutlich unter 100 g pro Kopf und Jahr – bei Liebhabern industriell gefertigter Kuchen vermutlich auch etwas darüber.